# Аполлон-8
«Аполлон-8» — пілотований космічний корабель серії Аполлон, який вперше доставив людей на орбіту Місяця.
Політ ознаменував початок нової ери в дослідженнях космічного простору і в історії людства. У ході нього люди вперше покинули навколоземний простір і побачили свою планету здалеку, вперше залишили гравітаційне поле Землі і опинилися в гравітаційному полі її супутника, вперше зазнали впливу сонячної радіації за межами магнітного поля Землі, вперше на власні очі побачили зворотний бік Місяця і схід Землі над місячним горизонтом, вперше тимчасово опинялися (перебуваючи за місячним диском) в стані, коли із Землею не було ніякого контакту, і вперше увійшли в атмосферу Землі зі швидкістю повернення від Місяця.
Старт «Аполлона-8» з астронавтами Френком Борманом, Джеймсом Ловелом і Вільямом Андерсом на борту відбувся 21 грудня 1968 року. Це був перший пілотований старт триступеневої ракети-носія «Сатурн V». Політ до Місяця продовжувався менше трьох діб — 66 год 16 хв 21,79 с. Корабель вийшов на навколомісячну орбіту в різдвяний святвечір, 24 грудня, і залишався на ній протягом 20 год 10 хв 13 с, зробивши 10 обертів навколо Місяця.
Астронавти перевіряли роботу систем корабля в умовах навколомісячного простору, уперше фотографували поверхню Місяця з близької відстані, приділяючи першорядну увагу місцям майбутніх місячних посадок, вели телетрансляції та відстежували навігаційні орієнтири.
Найбільш ризикованим маневром під час експедиції вважався зворотний старт до Землі. У разі відмови маршового двигуна екіпаж не зміг би повернутися. Однак двигун відпрацював бездоганно, і через дві з лишком доби (57 год 23 хв 32,5 с), 27 грудня, корабель увійшов в щільні шари атмосфери Землі і незабаром після цього приводнився в Тихому океані. Експедиція тривала 6 діб 3 години 00 хвилин і 42 секунди. Під час неї були встановлені рекорди швидкості корабля, 11 040 м/с, і максимального віддалення від Землі — 377 349 км. За оцінкою фахівців, за час польоту «Аполлон-8» пролетів 933 419 км.

## Екіпаж

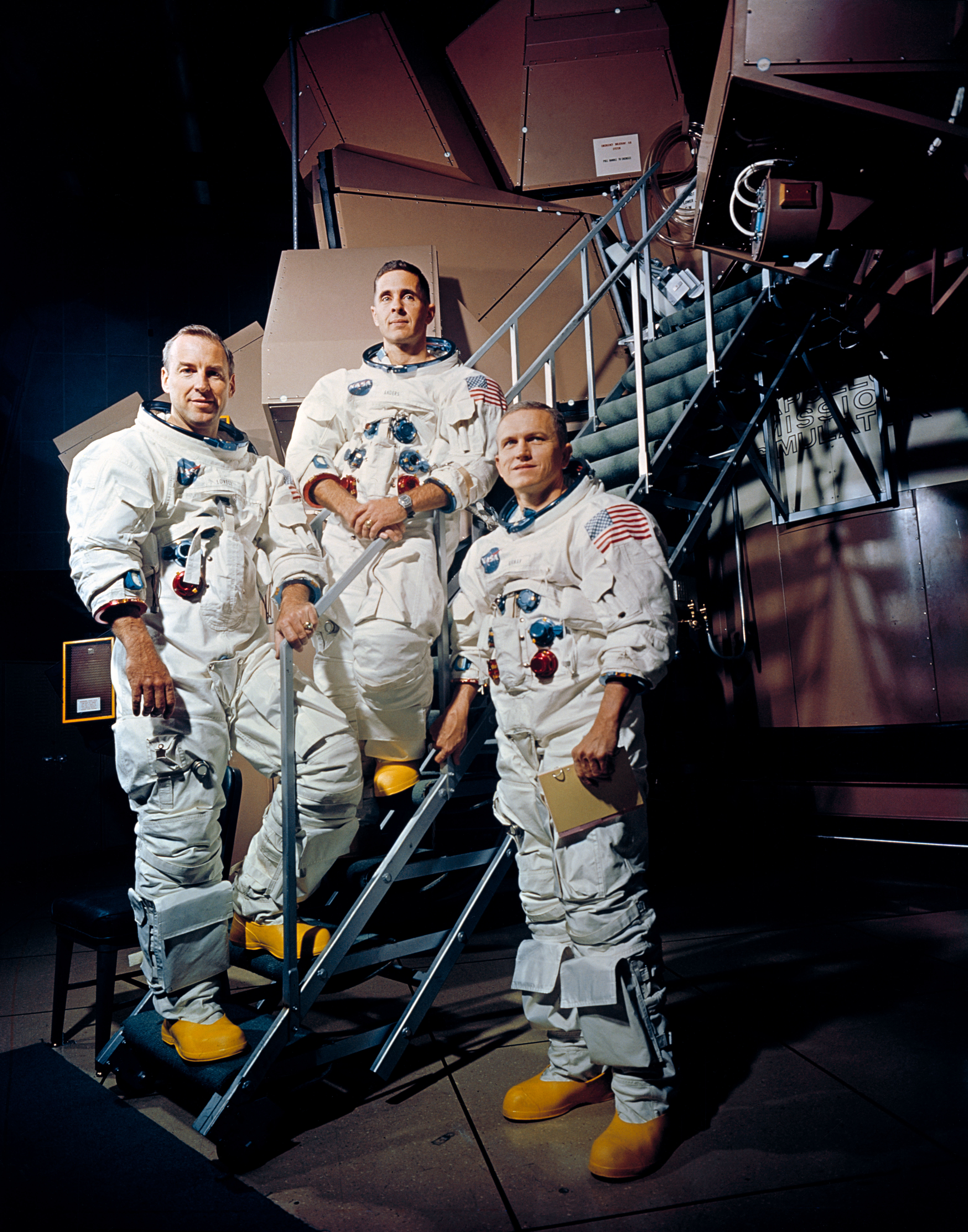
Зліва направо: Джеймс Ловелл, Вільям Елісон Андерс, Френк Борман

- Командир — Френк Борман
- Пілот командного модуля — Джеймс Ловелл
- Пілот місячного модуля — Вільям Андерс

## Опис

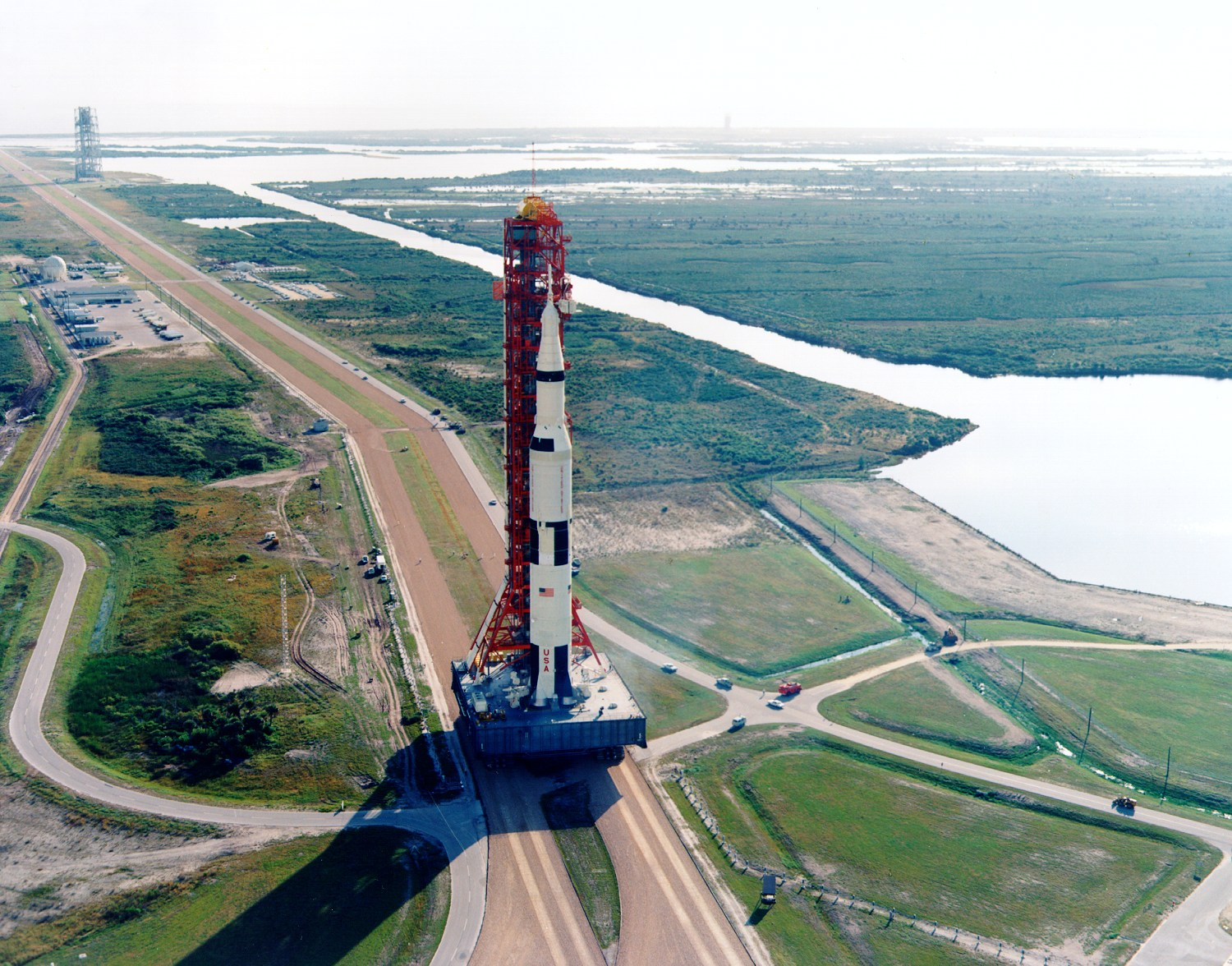
Ракета «Аполлон-8» — Сатурн V SA-503. 9 жовтня 1968 р.

Апарат складався з триступеневої ракети-носія «Сатурн V» (ступені S-1C, S-II і S-IVB), відсіку приладів, макету місячного модуля (LTA-B), корабля «Аполлон-8» («Блок II» № 103) у складі командного і службового відсіків, системи аварійного порятунку на старті.

## Задачі польоту
Льотні випробовування модифікованої ракети-носія, перевірка можливості третього ступеня ракети-носія забезпечити переведення корабля з геоцентричної орбіти на траєкторію польоту до Місяця, випробовування вузлів та агрегатів командного модуля в умовах польоту на Місяць, телевізійні передачі з борту, фотографування поверхні Місяця.

## Старт
Передстартова підготовка і старт корабля відбулися без значних проблем. Корабель «Аполлон-8» стартував 21 грудня 1968 о 12 годині 51 хвилині за Грінвічем на 65 мс пізніше розрахункового часу старту. Корабель вийшов на близьку до розрахункової геоцентричну орбіту.

## Політ до Місяця
Після виходу останнього ступеня ракети-носія з кораблем на початкову геоцентричну орбіту наземні служби та екіпаж протягом двох годин перевіряли бортові системи.

Третій ступінь РН Сатурн V з макетом місячного модуля, фото екіпажу «Аполлона-8»

Двигун останнього ступеня ракети-носія було включено для переводу корабля на траєкторію польоту до Місяця о 2:50:31 польотного часу. Двигун пропрацював 317 секунд. Факел двигуна візуально спостерігали на Гавайських островах.
Після виходу на траєкторію польоту до Місяця Борман розвернув ступінь з кораблем так, щоб корабель передньою частиною був повернутий до Сонця, що забезпечувало необхідне освітлення при фотографуванні. О 3:21 польотного часу корабель відокремився від ступеня, розвернувся на 180 градусів і протягом деякого часу виконував груповий політ. Астронавти фотографували ступінь і встановлений на ньому макет місячного модуля.

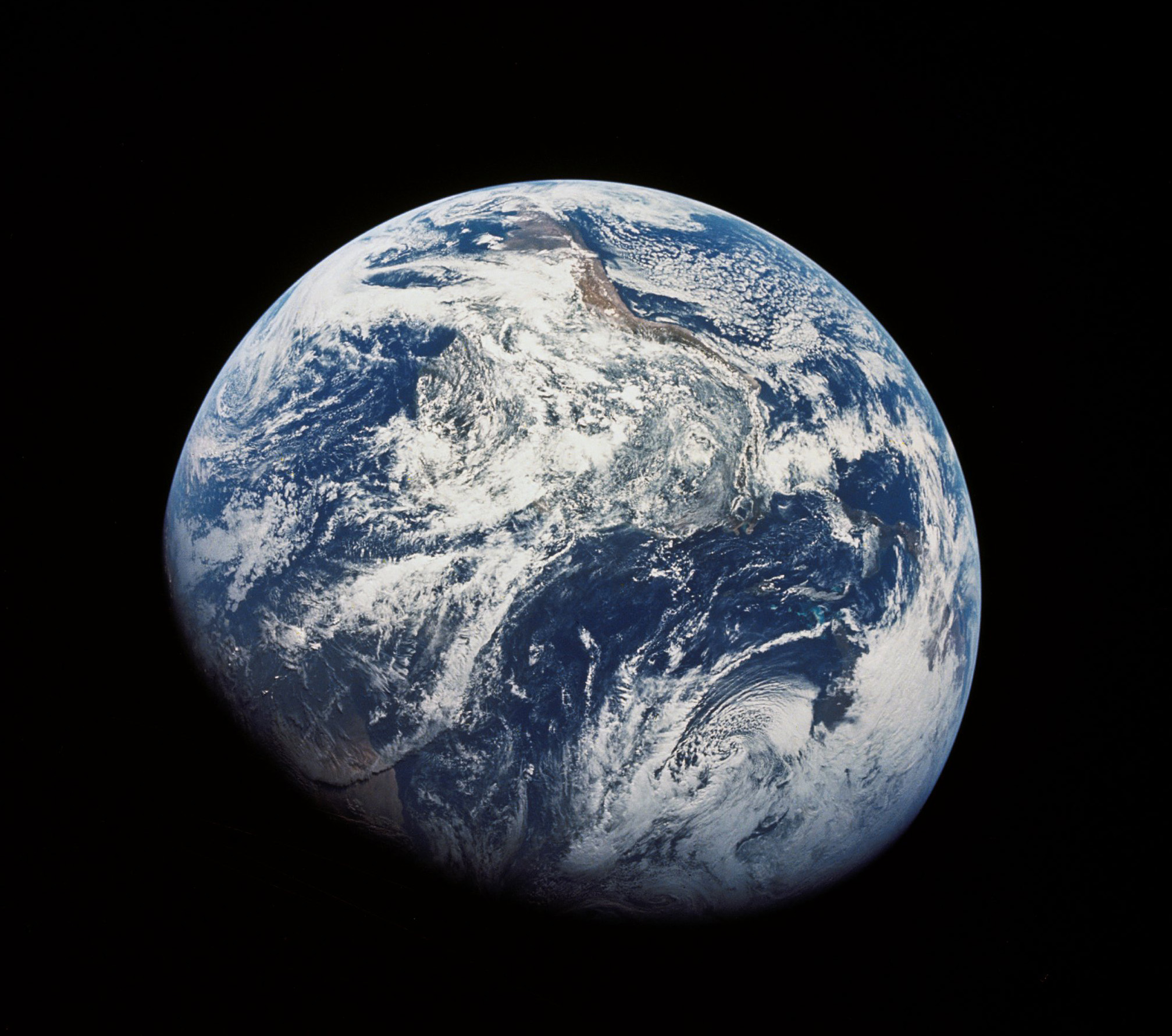
Одне з перших повних фотографічних зображень планети Земля, автором якого є людина. Найімовірніше — Вільям Андерс

Завершивши груповий політ, астронавти запустили допоміжні двигуни корабля для забезпечення віддалення від ступеня. Після цього та інших, на жаль, не зовсім вдалих маніпуляцій, ступінь на відстані близько 300 м рухався практично спільною орбітою з кораблем. Оскільки це було небезпечно о 4:45 польотного часу додаткові двигуни корабля були ще раз запущені, що забезпечило віддалення корабля від ступеня на безпечну відстань.
На 11-й годині польоту на відстані 96 000 км від Землі була виконана перша корекція траєкторії польоту корабля.
На 19-й годині польоту Борману стало зле, він відчув біль у шлунку. Дискомфорт відчували й інші члени екіпажу. Усі прийняли по таблетці проти порушення роботи вестибулярного апарату та скріплюючі засоби.
На 32-й годині польоту, коли корабель перебував на відстані 255 000 км від Землі, почався перший сеанс телевізійного зв'язку із Землею. Якість «картинки» з борта корабля була задовільною, але зняти Землю не вдалося. На 62-й годині польоту під час другого сеансу телезв'язку підбором фільтрів одержали задовільну «картинку» і під час зйомки Землі, яка була показана з відстані 330 000 км.
О 55:38 польотного часу корабель вийшов із зони переважної дії сили тяжіння Землі й увійшов у зону тяжіння Місяця. На 62-й годині польоту було виконано другу й останню корекцію траєкторії корабля на трасі Земля — Місяць.

## Перехід на орбіту Місяця

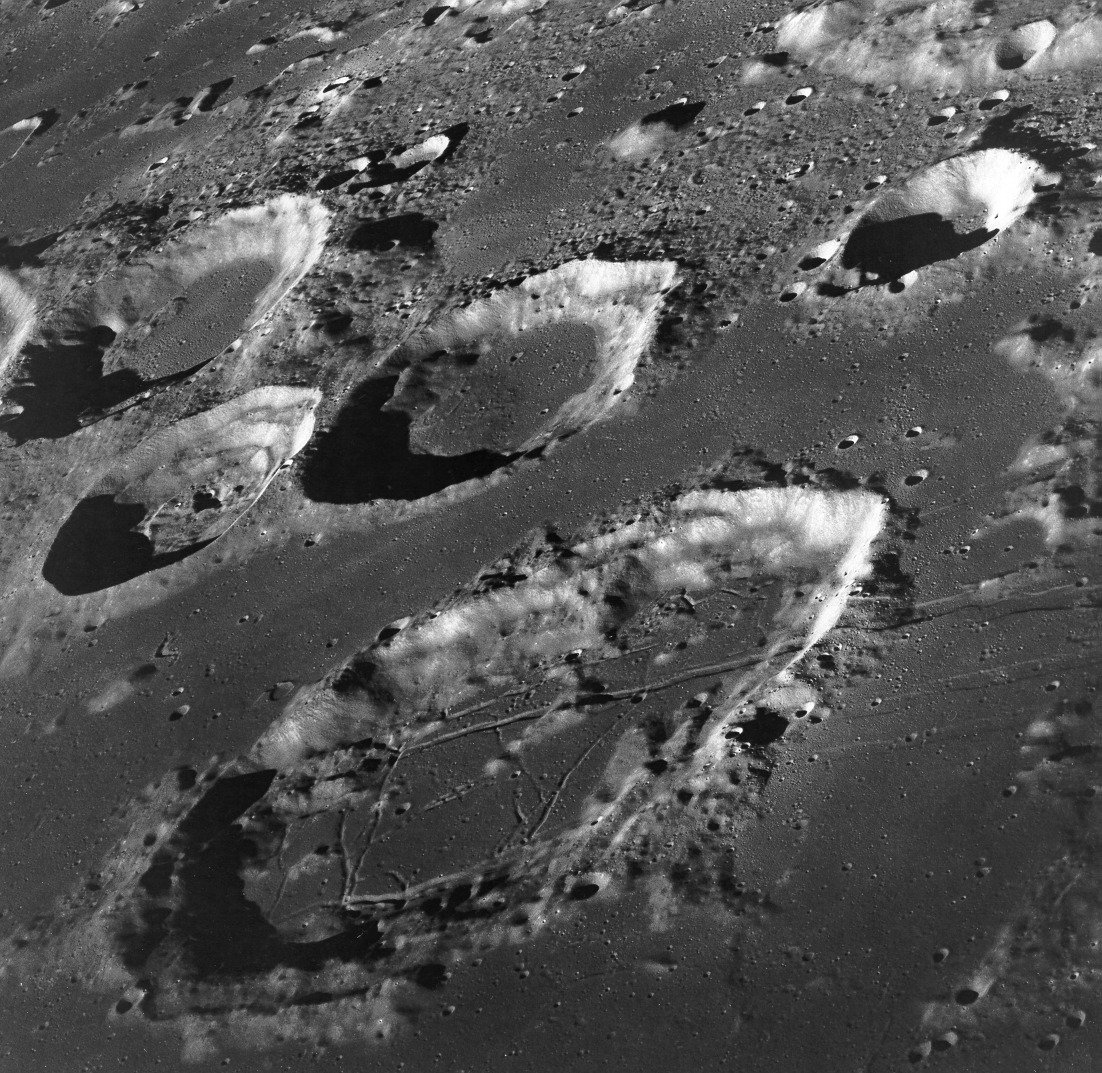
Місячна поверхня. Світлина екіпажу «Аполлона-8». На передньому плані кратер Гокленій діаметром 60 км.

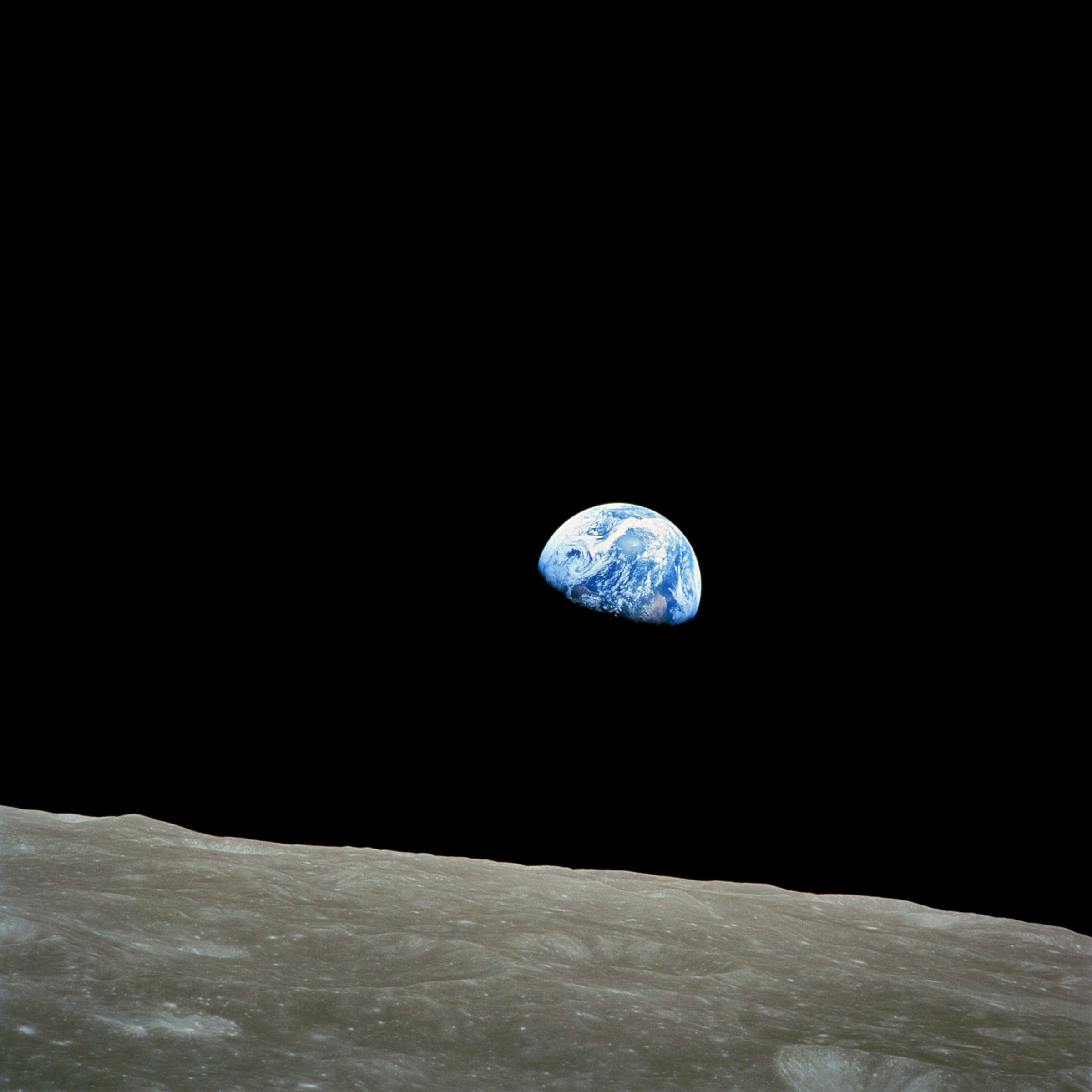
Схід Землі над місячним горизонтом. Світлина екіпажу «Аполлона-8». Зображення відтворене на поштовій марці у США, яка випущена з нагоди польоту до Місяця.

Дозвіл на перехід на селеноцентричну орбіту астронавти одержали о 68:04 польотного часу. Через годину корабель зайшов за Місяць, на відстані 126 км від нього було увімкнено двигун, який пропрацював 246,5 с і перевів корабель на еліптичну орбіту селеноцентричну орбіту з висотою периселенію 113 км, апоселенію — 312 км і періодом обертання 2 год. 10 хв. Пульс Бормана в період роботи двигуна піднявся до 130 ударів на хвилину.

## На орбіті Місяця
У період обертання за еліптичною орбітою астронавти виконували фотозйомку поверхні Місяця (зокрема, було зроблено відоме фото «Схід Землі»), здійснювали візуальне спостереження та виконували навігаційні експерименти.
На 72-й годині польоту відбувся третій телевізійний сеанс. Астронавти показували Місяць.
О 73:35, здійснивши два оберти еліптичною селеноцентричною орбітою, астронавти ввмікнути основний двигун корабля, який перевів його за 9 секунд на майже колову орбіту з висотою периселенію 112,1 км, висотою апоселенію 112,7 км і періодом обертання приблизно 2 годин.
Під час польоту коловою орбітою астронавти продовжували фотографувати Місяць, Землю та виконували навігаційні експерименти.
О 85:40 польотного часу відбувся четвертий телевізійний сеанс, який тривав 25 хвилин. Астронавти показували Місяць і коментували. Борман сказав, що у них є послання для жителів Землі. Кожний член екіпажу прочитав уривок із Біблії.

## Старт до Землі
На десятому оберті, в період відсутності радіоконтакту, о 89:19 польотного часу було ввімкнено основний двигун для забезпечення переходу на траєкторію польоту до Землі.
Після відновлення радіоконтакту (що сталося на 6 хвилин пізніше запланованого часу і дещо налякало всіх залучених до проєкту) астронавти жартома пов'язували це з Різдвом.

## Повернення на Землю
На трасі Місяць — Земля астронавти багато відпочивали.
На траєкторії польоту до Землі відбулася одна корекція — на 105-й годині польотного часу, коли корабель був за 310 000 км від Землі. Після цього відбувся ще один телесеанс із Землею.
Загальна тривалість телесеансів з борта космічного корабля становила 2 години.

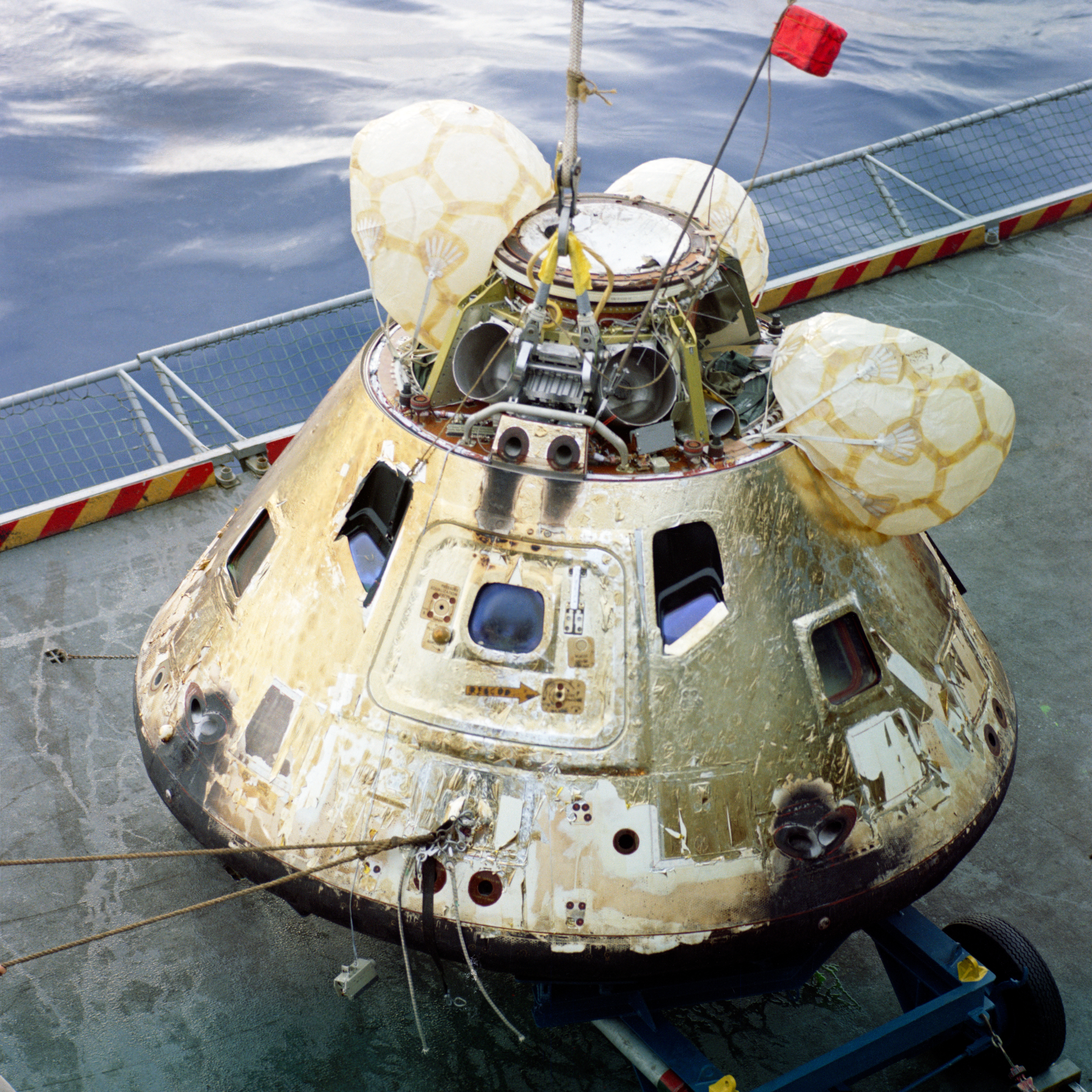
Відсік екіпажа корабля «Аполлон-8» на палубі авіаносця «Йорктаун».

О 146:31 польотного часу відсік екіпажу відокремився від відсіку двигуна й увійшов в атмосферу. Гальмівні парашути відкрилися о 146:54 польотного часу.
Приводнення відсіку екіпажу відбулося в точці з координатами 4° 56′ с. ш. 165° 15′ з. д. / 4,933333° с. ш. 165,25° з. д. за п'ять км від авіаносця «Йорктаун». Політ тривав 147 годин 00 хвилин 11 секунд.
Астронавти відкрили люк, були підняті на борт вертольота, який одразу після приводнення опинився на місці посадки, і доставлені на авіаносець через 1 годину 16 хвилин після приводнення. Невдовзі й відсік екіпажу підняли на борт авіаносця.

## Результати польоту
Агенція НАСА оголосила про винятковий успіх польоту. Основними досягненнями були: проведення детальної розвідки місячної поверхні, що важливо для планування висадки астронавтів на Місяць; демонстрація здатності командного модуля здійснювати складні космічні польоти на великому віддаленні від Землі; демонстрація безпеки екіпажу під час таких польотів; одержання великого обсягу інформації, необхідної для польотів на Місяць.